# بيتر مانشيني
بيتر مانشيني هو سياسي كندي، ولد في 1 أغسطس 1956 في كندا. حزبياً، نشط في الحزب الديمقراطي الجديد. وقد انتخب عضو مجلس العموم الكندي.